# Georg Friedrich Kersting

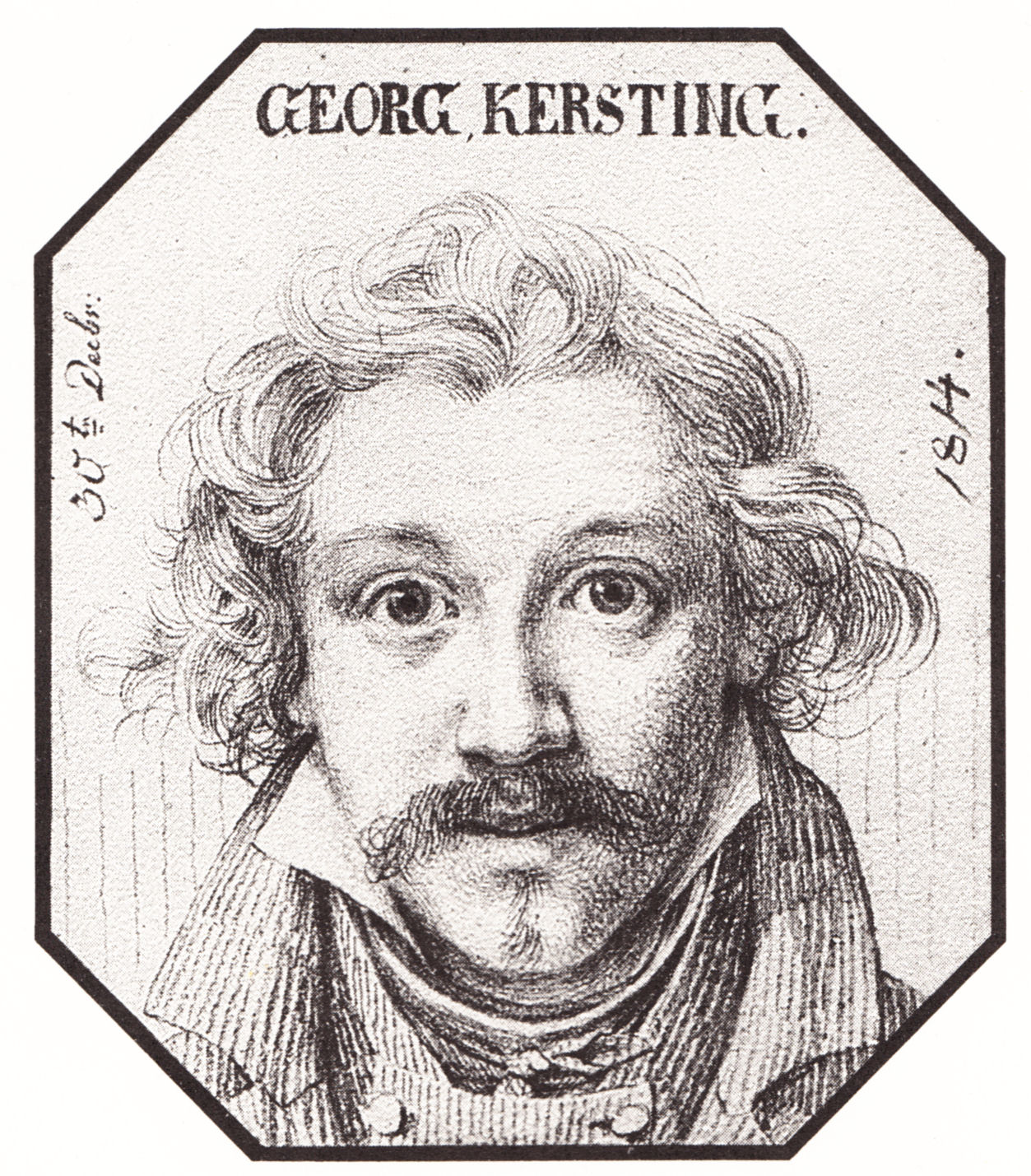
Selbstbildnis 1814

Georg Friedrich Kersting (* 22. Oktober 1785 in Güstrow; † 1. Juli 1847 in Meißen) war ein deutscher Maler. Kersting war unter anderen mit Caspar David Friedrich befreundet und von diesem beeinflusst.
Er gehörte zu dem Kreis der Romantiker und entwickelte sich zu einem der bedeutendsten Vertreter der Interieurmalerei des Biedermeier.

## Leben

### Ausbildung
Kersting wurde als Sohn eines kinderreichen Glasermeisters im Güstrower Handwerkerviertel in einem kleinen Fachwerkhaus der Hollstraße geboren. Er besuchte die Domschule Güstrow. Vermutlich hat schon sein Vater ihm ersten Unterricht in der Malerei erteilt.
Dank der Unterstützung wohlhabender Verwandter konnte er ab 1804 oder 1805 ein dreijähriges Studium an der renommierten Königlich Dänischen Kunstakademie in Kopenhagen absolvieren, wo Nicolai Abildgaard und Christian August Lorentzen seine Lehrer waren, die ihn aber nur wenig beeinflussten. Dagegen war er anscheinend von der Malweise Jens Juels beeindruckt. Danach ging er nach Dresden, um sich an der dortigen Kunstakademie einzuschreiben.

### Dresden

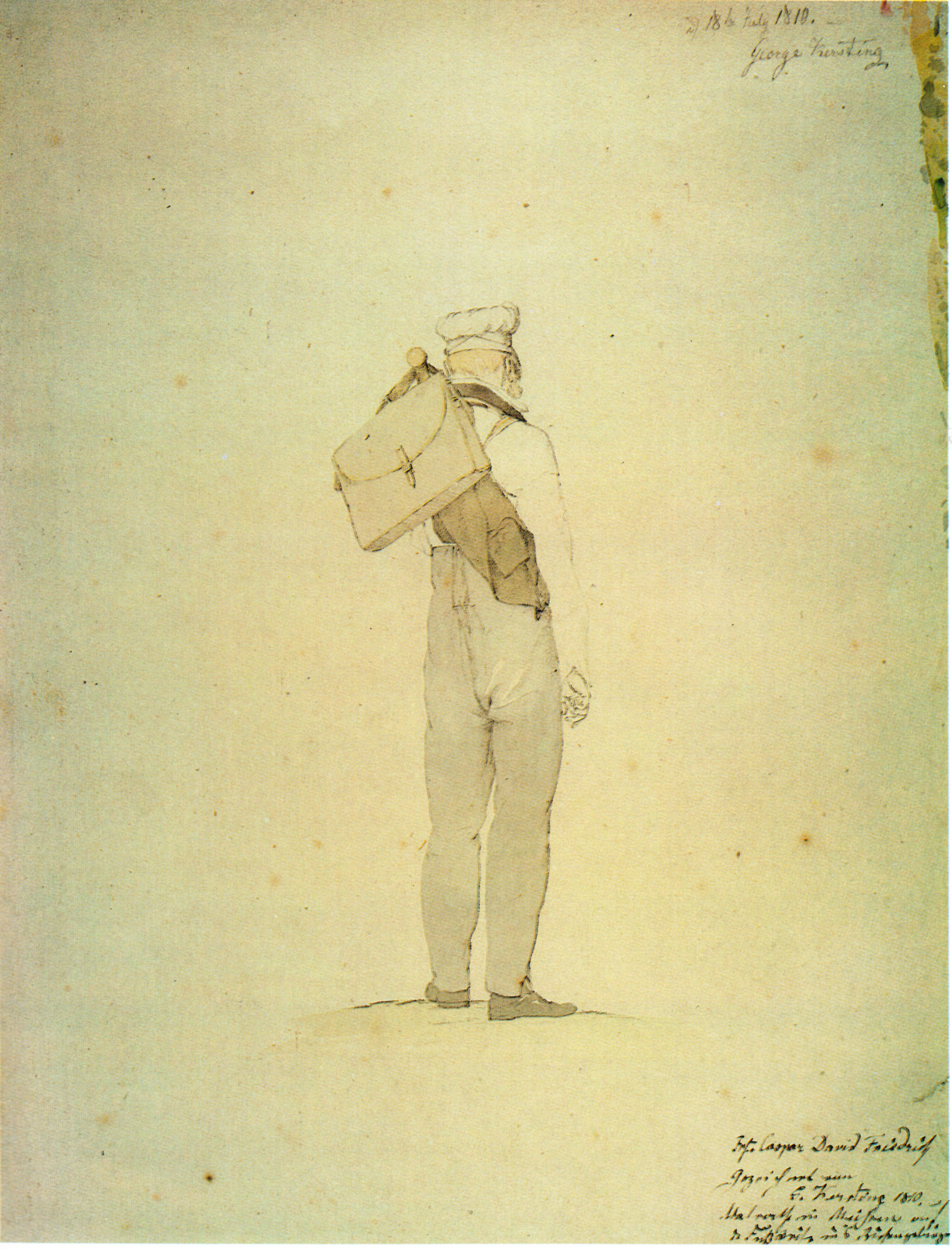
C. D. Friedrich auf einer Wanderung im Riesengebirge, 1810

In Dresden fand er Anschluss an einen Kreis, dem unter anderen Gerhard von Kügelgen, Theodor Körner, die Malerin Louise Seidler und Caspar David Friedrich angehörten. 1809 hielt er sich kurze Zeit in Rostock auf, wo zwei Ansichten der Stadt entstanden. 1810 war er wieder in Dresden, von wo aus er mit seinem Freund Caspar David Friedrich eine Wanderung in das Riesengebirge unternahm. Ab 1811 unterrichtete er die Kinder des Verlegers und Buchhändlers Carl Friedrich Ernst Frommann, den er viele Jahre später porträtierte, im Zeichnen.
Erste Erfolge erzielte er mit Interieurbildern von Ateliers seiner Künstlerfreunde, insbesondere mit einem Bild Friedrichs in seinem Atelier, das er 1811 in der Akademieausstellung zeigte. 1813 kaufte der Weimarer Hof auf Anregung Goethes den „Mann am Sekretär“ sowie die erste Fassung der „Stickerin“.
Das als besonders typisch für Kersting geltende Gemälde zeigt Louise Seidler am Fenster sitzend mit einer Handarbeit beschäftigt.
Goethe war durch Louise Seidler auf Kersting und dessen bedrängte Lage aufmerksam gemacht worden, weshalb Goethe außerdem eine Lotterie zugunsten Kerstings veranstaltete. Durch deren Ertrag konnte außerdem „Der elegante Leser“ angekauft werden. Das Los fiel auf Louise Seidlers Vater, der das Bild später an die herzogliche Sammlung verkaufte.

### Lützowsches Freikorps

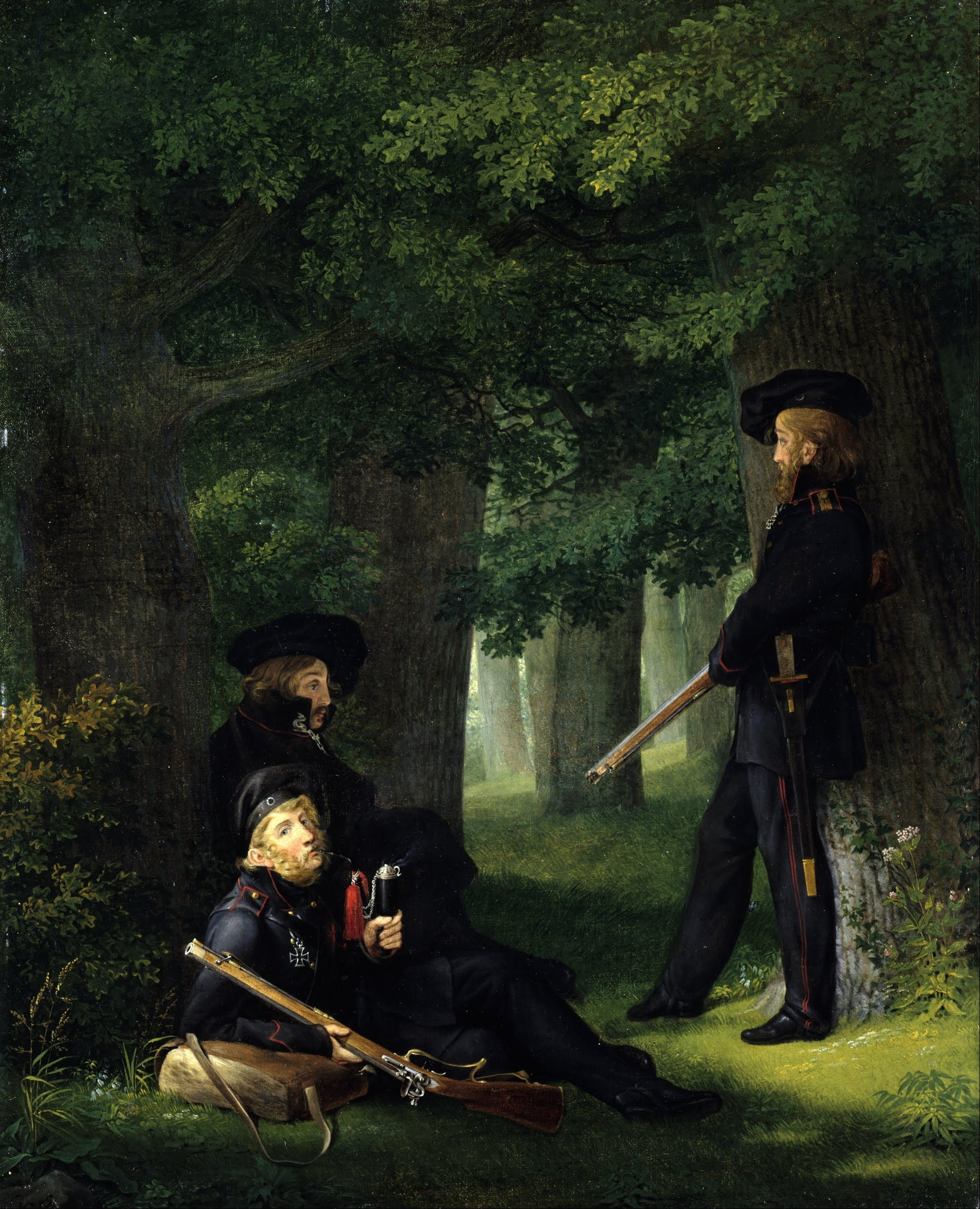
Auf Vorposten – Hartmann, Körner, Friesen

Nach der Niederlage Napoleons in Russland 1812 gewannen die nationalen Kräfte in Deutschland an Stimme, sodass schließlich der preußische König Friedrich Wilhelm III. am 3. Februar 1813 seine Zustimmung zur Bildung von Freikorps gab.
Auch Kersting, der bei den Kügelgens und den Eltern Körners verkehrte, war politisiert worden.
Er trat daher dem Lützower Corps bei, wobei ihm die Kügelgens und die Maler Caspar David Friedrich und Ferdinand Hartmann die Mittel zur Verfügung stellten, damit Kersting sich eine Montur anschaffen konnte. Aus diesem Grund hält er auf einem Selbstporträt als Lützower Jäger auch demonstrativ einen Beutel in der Hand.
Er nahm an verschiedenen Gefechten gegen die napoleonischen Truppen teil, zeichnete sich in der Schlacht an der Göhrde durch Tapferkeit aus und erhielt für seinen Einsatz das Eiserne Kreuz, das auch auf einem weiteren Selbstbildnis aus der Zeit zu sehen ist.
Nach Beendigung der Befreiungskriege kehrte Kersting 1814/15 nach Dresden zurück.
Im Jahr 1815 entstanden auch Bilder, die an die im Krieg gefallenen Kameraden erinnern. Das sehr bekannte Bild Auf Vorposten zeigt Heinrich Hartmann (liegend, links), Theodor Körner (sitzend, Mitte) und Friedrich Friesen (stehend, rechts) als Lützower Jäger in einem Stück prototypischen deutschen Eichenwaldes. Alle drei sind 1813/14 gefallen. Das Bild zeigt sie in Ruhe und nachdenklicher Stimmung, fern allem Schlachtenlärm.
Das Gegenstück zu Auf Vorposten ist Die Kranzwinderin. Es zeigt ein im Eichenwald sitzendes Mädchen, das aus Eichenzweigen einen Kranz windet, wie er zur erinnernden Ehrung deutscher Helden Verwendung finden mag. Zu ihren Füßen verläuft ein Bächlein. In die Eichenstämme hinter dem Mädchen sind die Namen Hartmann, Körner und Friesen eingeschnitten.
Kersting fand es aber schwierig, im vom Krieg stark mitgenommenen Dresden als Künstler Unterhalt zu finden. Daher arbeitete er ab Anfang 1816 bis 1818 als Zeichenlehrer für die Kinder der Fürstin Anna Zofia Sapieha in Warschau. In dieser Zeit entstand die zweite Fassung der Stickerin sowie das Paar am Fenster.

### Vorsteher der Porzellanmanufaktur in Meißen

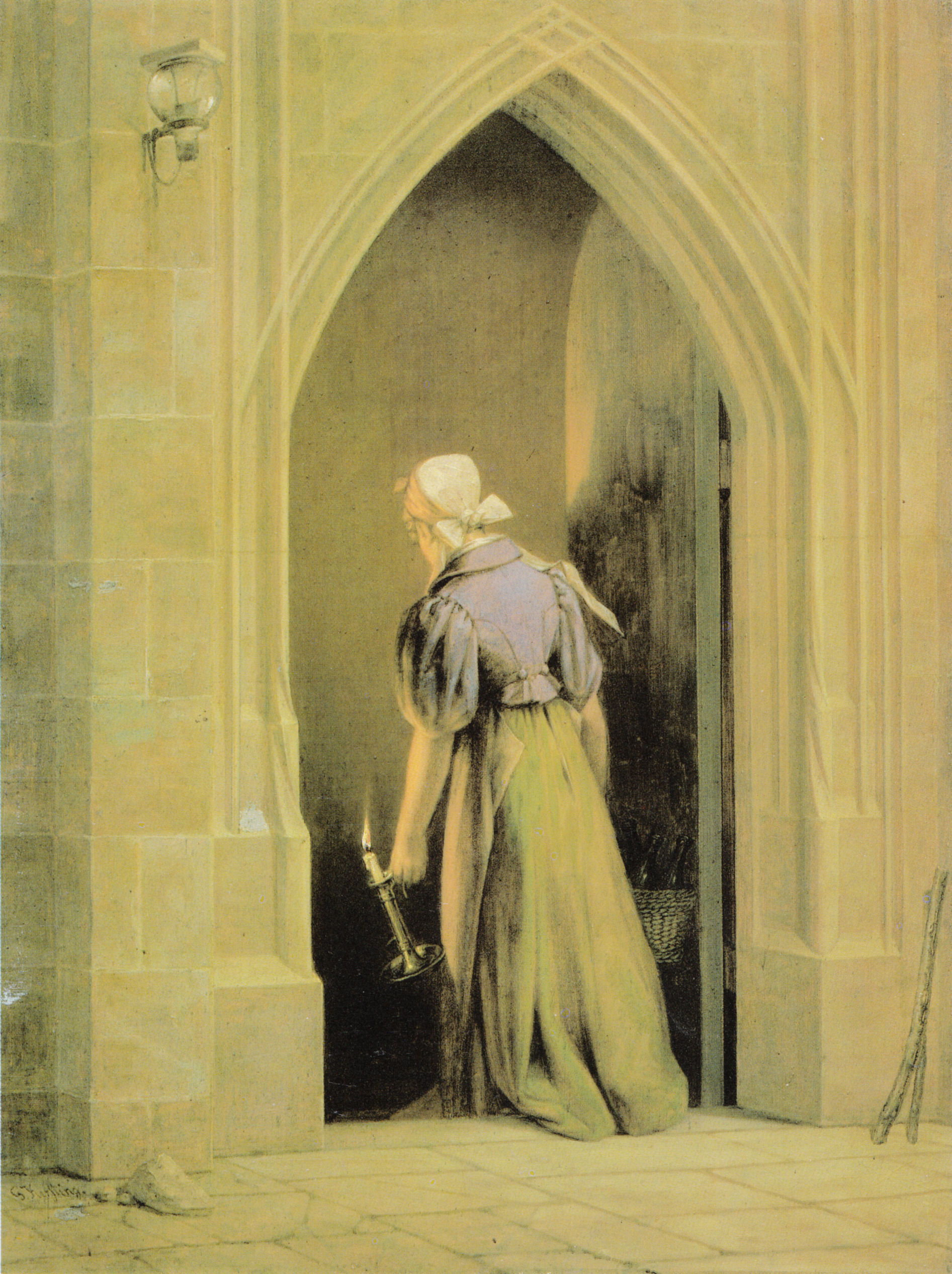
Am Meißner Schloßkeller

Am 23. Juni 1818 wurde Kersting zum Malervorsteher der Königlich-Sächsischen Porzellanmanufaktur in Meißen ernannt, wo er bis zu seinem Lebensende tätig blieb.
In jener Zeit steckte die Manufaktur in einer tiefen Krise, sowohl was die technischen Verfahren als auch was die Gestaltung und Ausrichtung der Produkte an der Nachfrage betraf. Diese Probleme waren seit 1814 unter der Leitung von Heinrich Gottlieb Kühn angegangen worden, insbesondere was den Produktionsprozess betraf. Kersting sollte demgegenüber sich vor allem um die Hebung der Qualifikation des Malerkorps bemühen. Kühn hatte sich über die etwa 140 Porzellanmaler der Manufaktur 1814 folgendermaßen geäußert:

„[…] ein mit wenigen Ausnahmen vom wahren Sinn für Kunst und einer freien, echten künstlerischen Behandlung der Malerei entfremdetes, im besten Falle doch irre geleitetes, an ein mühsames Anpinseln gewöhntes Malerkorps […]“

Wenn in den 1830er Jahren diese Schwierigkeiten als überwunden gelten konnten und in den 1840er Jahren das Meißner Porzellan wieder einen hohen Ruf erlangte, ist das zumindest zum Teil Kerstings Verdienst. Eine der Anforderungen zu Beginn seiner Tätigkeit war weniger die Gestaltung von Luxusporzellan, sondern von Massenporzellan hoher Qualität, wobei eine Einheitlichkeit von Form und Dekor angestrebt wurde. Das wurde vorbildlich bei dem zu Kerstings Zeit eingeführten Dekor „Meißner Rose“ erreicht.
Durch seine Bestellung zum Malervorsteher lebte Kersting mit einem Jahresgehalt von 400 Reichstalern und 200 Talern Tantiemen erstmals in wirtschaftlich gesicherten Umständen, was es ihm ermöglichte, zu heiraten und eine Familie zu gründen.
1822 schuf er Apoll mit den Stunden, ein Gemälde mit freimaurerischer Thematik. Er war bereits 1809, damals eben 24 Jahre alt, in die Freimaurerloge Phoebus Apoll in Güstrow als „Lehrling“ aufgenommen worden.
Inzwischen war er zum „Meister“ erhoben worden und nahm die Gelegenheit wahr, für die ihm erwiesene Freundschaft durch ein Gemälde zu danken, das die spezifische Symbolik der Loge zum Inhalt hatte.
Außerdem gehören in diese Zeit mehrere Innenraumbilder, so Junge Frau, beim Schein einer Lampe nähend (1825), Vor dem Spiegel (1827) und eine dritte Fassung der Stickerin (1827). Zum Spätwerk gehören auch einige Ausflüge in das Gebiet der Historienmalerei, z. B. Faust im Studierzimmer (1829), die vielleicht auf Anregung durch seinen Sohn Hermann Karl Kersting zurückgehen, sowie Blumenstillleben, die in Zusammenhang mit seiner beruflichen Tätigkeit zu sehen sind. Immer wieder malte er auch seine Kinder und seine Umgebung, z. B. Am Meißner Schloßkeller, eine Genreszene aus der Albrechtsburg, in der seinerzeit die Porzellanmanufaktur untergebracht war.

Porzellanentwürfe Kerstings
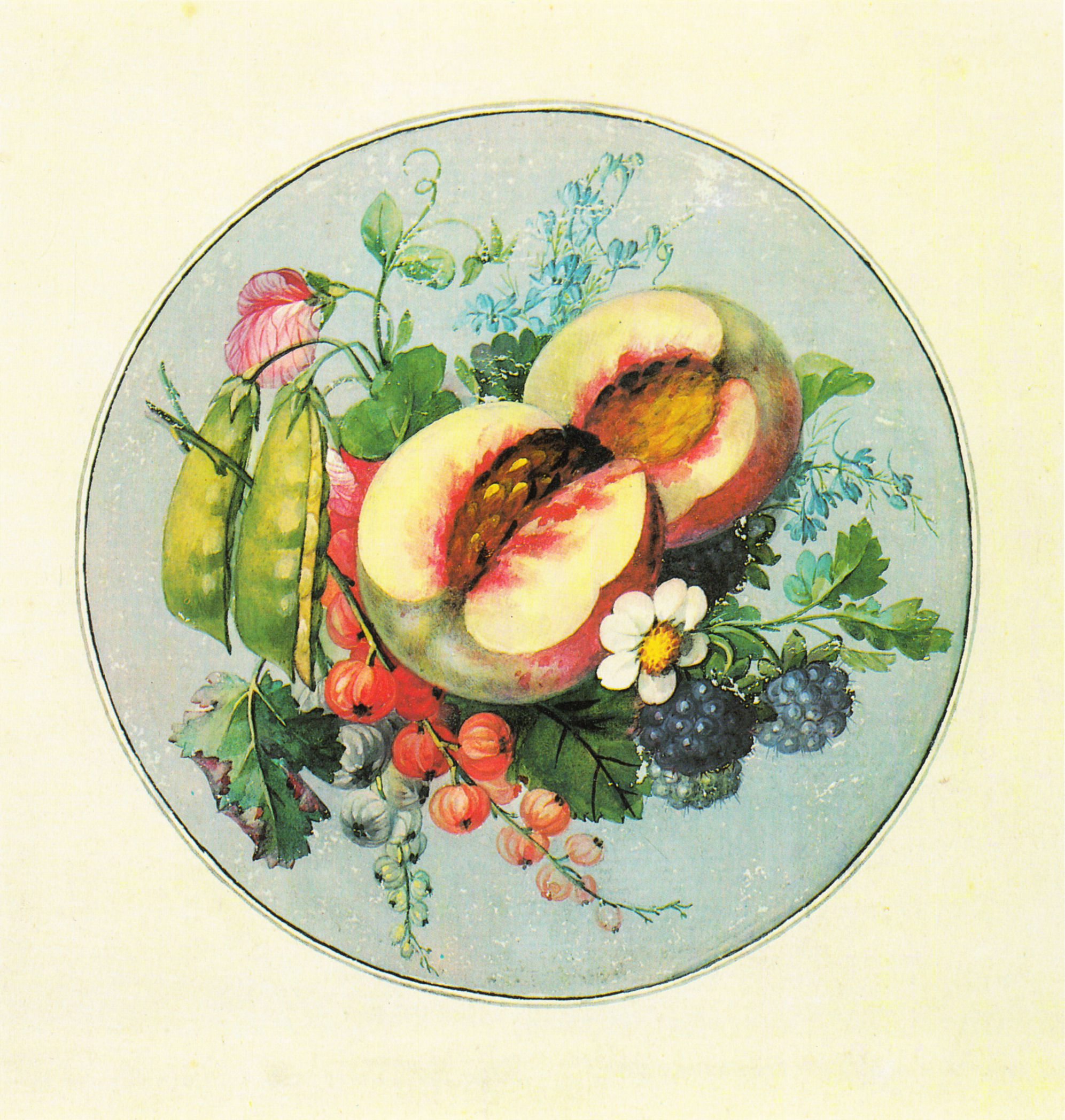
Fruchtstücke im Kreis
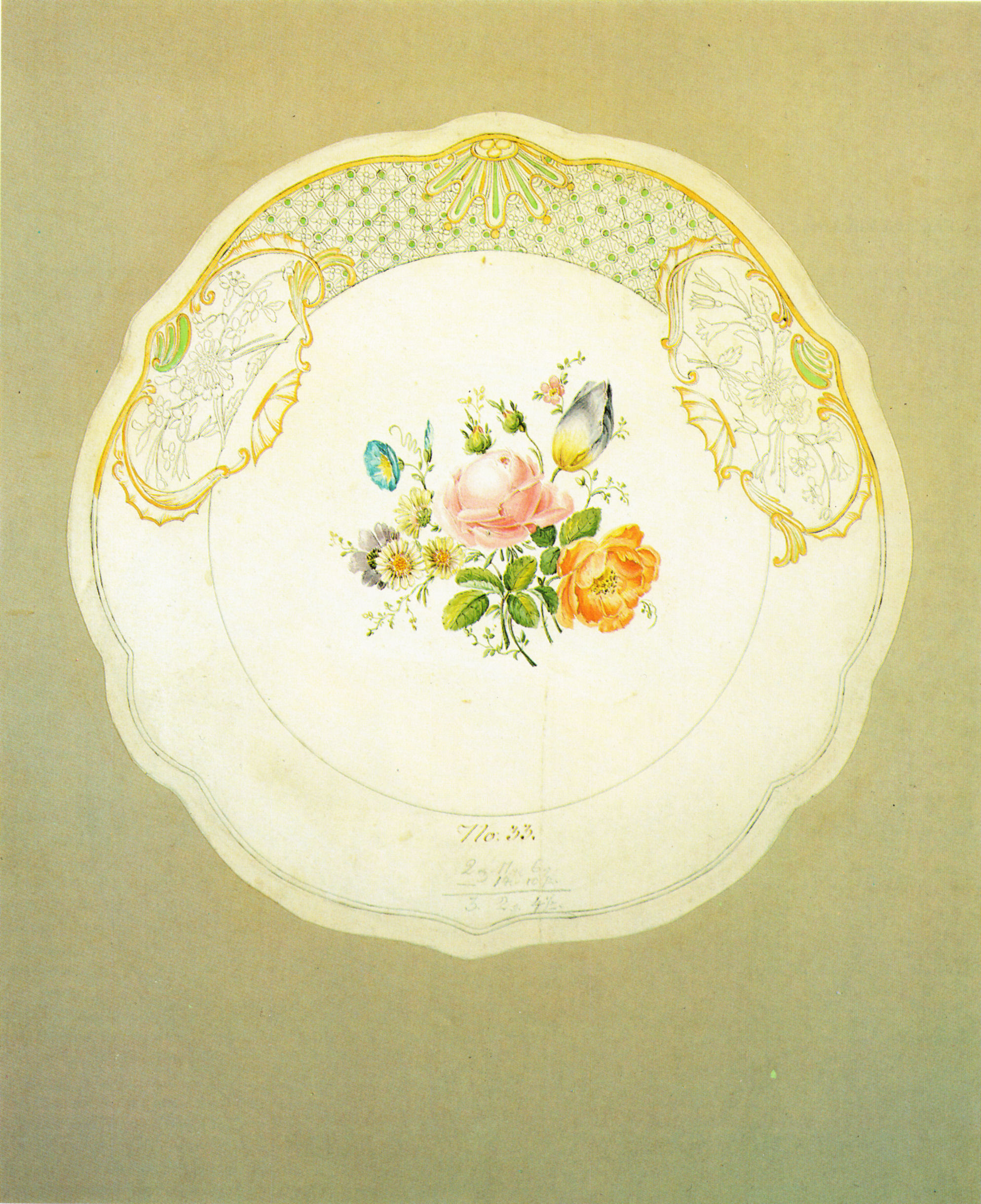
Entwurf für einen Wandteller (ca. 1818)
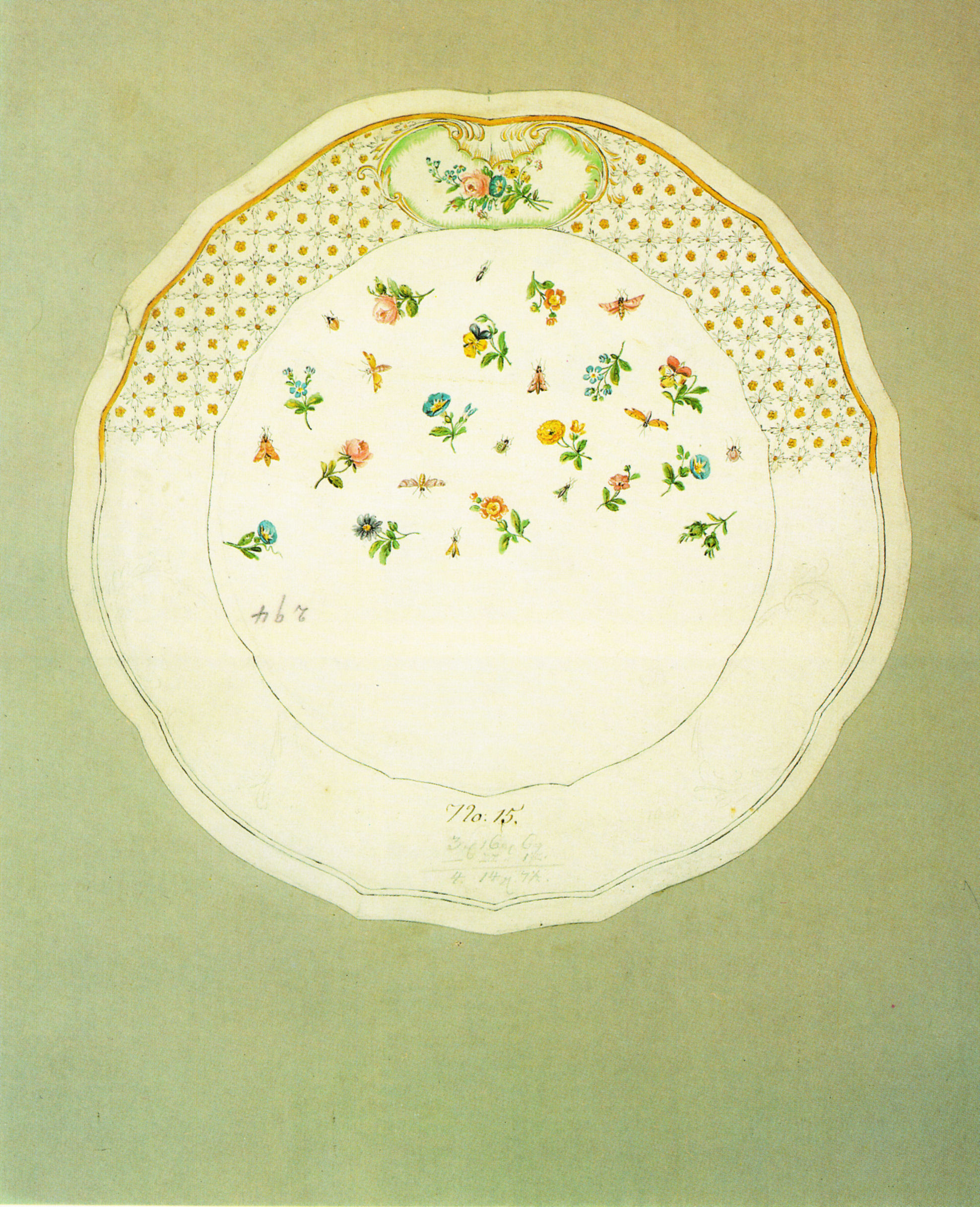
Entwurf für Wandteller mit Blumen und Insekten
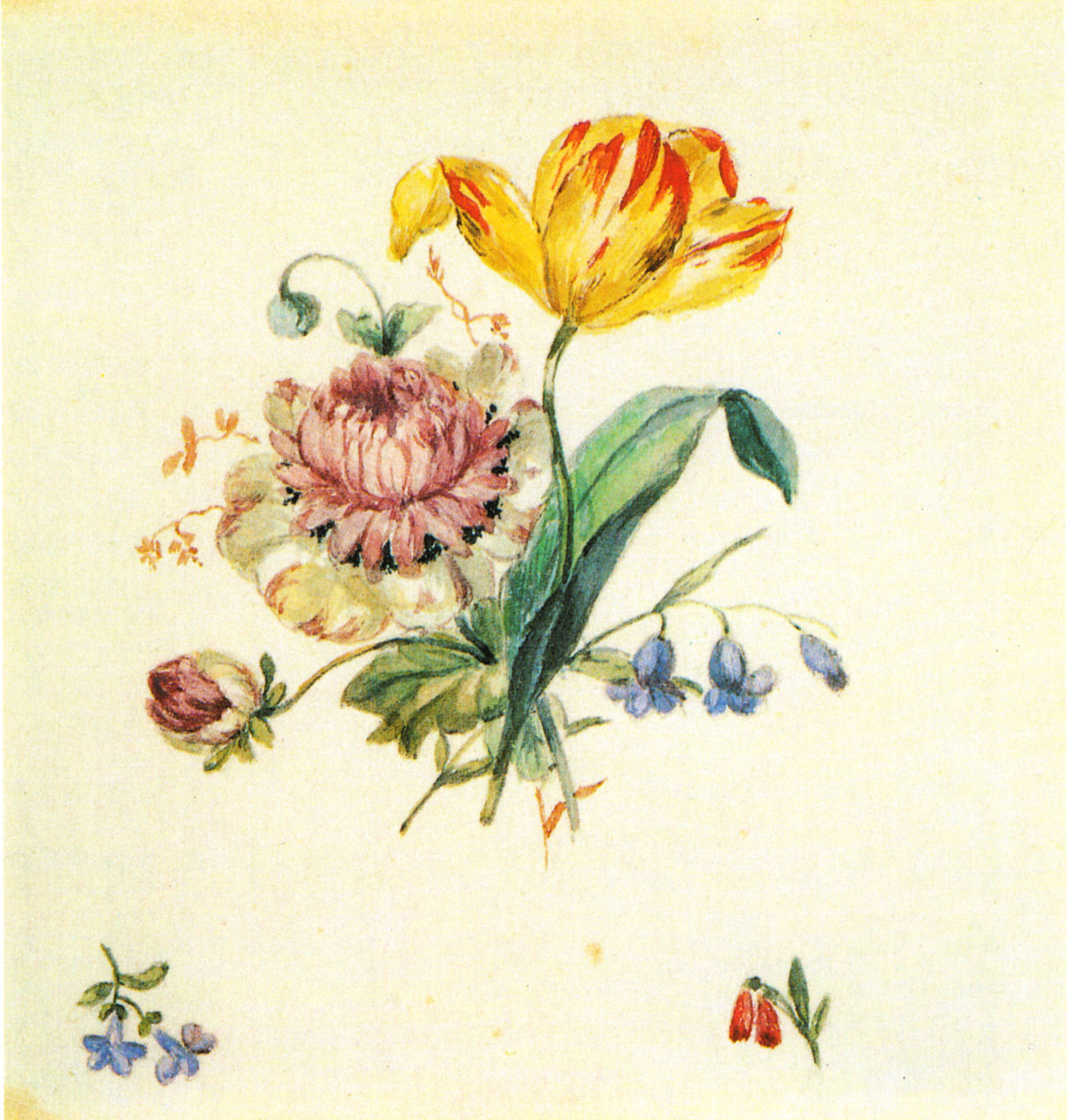
Blumenstrauß mit Tulpe und Streublumen

### Familie

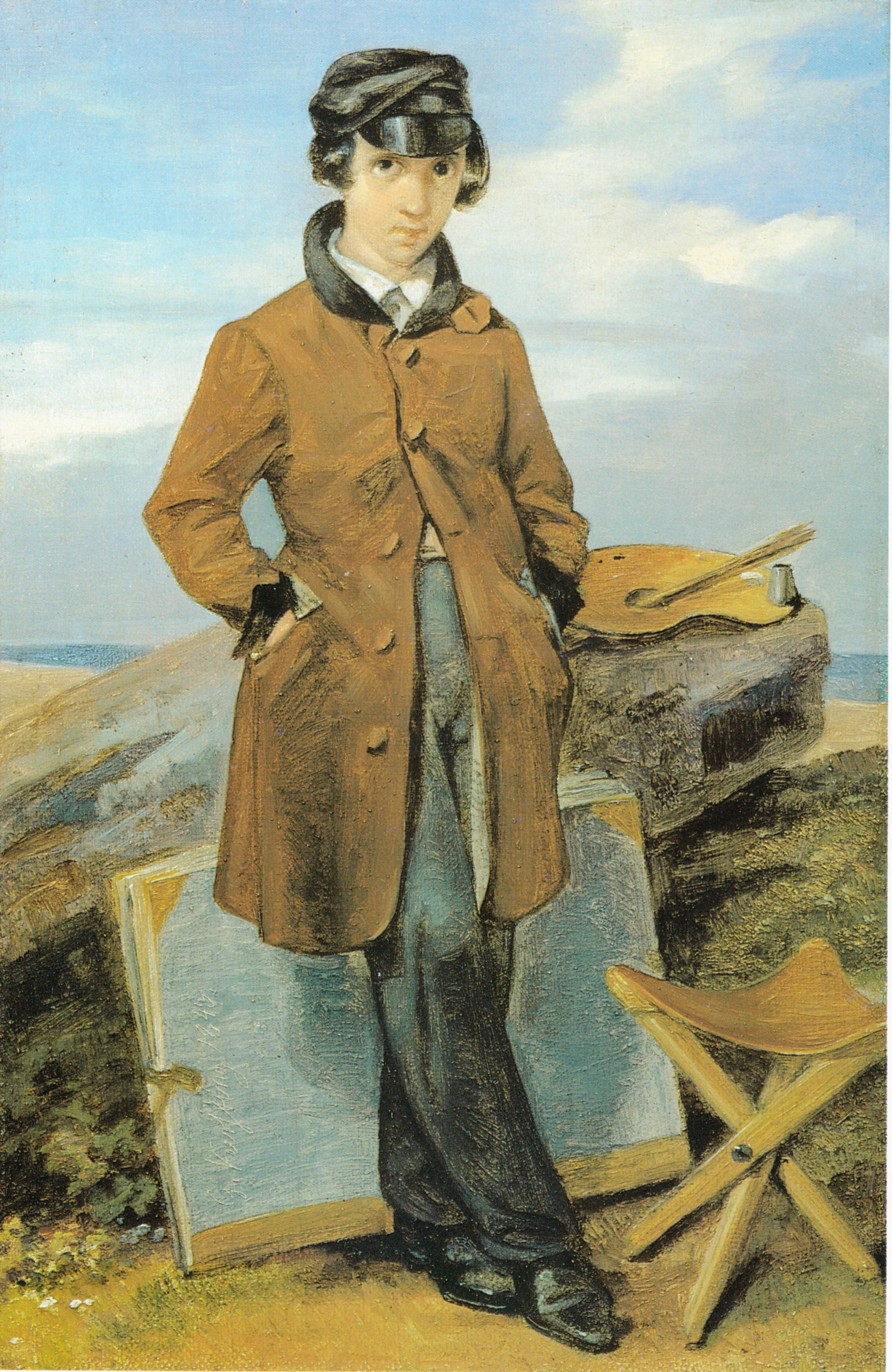
Sohn Hermann als Landschaftsmaler

1818 heiratete er Agnes Sergel, die Tochter des Dresdner Hofpostmeisters, die ihm vier Kinder schenkte, neben den Söhnen Ernst, Richard und Hermann die Tochter Annchen. Der früh verstorbene Hermann Karl Kersting (1825–1850) war ein Historien- und Landschaftsmaler. Von ihm und seinem Bruder Richard sind zwei kleine Gemälde erhalten, die er 1843 anfertigte, als Richard als Chemiker nach Riga ging.
Georg Friedrich Kersting war Mitglied der Freimaurerloge Phoebus Apollo in Güstrow. Er starb 1847 im Alter von 61 Jahren.

## Werk
Zunächst von der Kunst Caspar David Friedrichs beeinflusst, wandte Kersting sich bald der Interieurmalerei zu. Er schuf Biedermeierszenen, die in der Regel nur eine einzige, meistens dem Künstler nahestehende und in ihre Tätigkeit versunkene Person in einem geschlossenen Raum zeigen. Typisch für den Künstler ist das Spiel mit dem Licht, das entweder durch ein Fenster einfällt (Stickerin am Fenster) oder von einer Lampe ausstrahlt (Junge Frau, beim Schein einer Lampe nähend, Der elegante Leser). Kersting ist vor allem für das in mehreren Fassungen geschaffene Motiv der Stickerin am Fenster bekannt, schuf aber in den 1830er und 1840er Jahren auch Porträts, Landschafts- und Historienbilder. Die Interieurbehandlung Kerstings (insbesondere die Beobachtung und koloristische Bewältigung des Sonnenlichts) wird in eine Reihe mit den Innenraumbildern Jan Vermeer van Delfts gestellt.

## Werke (Auswahl)
| Bild | Titel | Jahr       | Größe / Material                | Ausstellung/Sammlung/Besitzer               |
| ---- | --- | ---------- | ------------------------------- | ------------------------------------------- |
|      | Ansicht der Stadt Güstrow | etwa 1808  |                                 | Güstrow, Stadtmuseum                        |
|      | Blick auf Rostock von Westen | 1809       | Öl auf Leinwand                 | Kulturhistorisches Museum der Stadt Rostock |
|      | Caspar David Friedrich in seinem Atelier | 1811       | Öl auf Leinwand, 54 × 42 cm     | Hamburger Kunsthalle                        |
|      | Studierzimmer mit Herrn am Sekretär. Vermutlich eine Darstellung Kügelgens. | 1811       | Öl auf Leinwand, 46,5 × 36,8 cm | Weimar, Kunstsammlungen                     |
|      | Reinhardts Studierstube | um 1811    | Öl auf Leinwand, 47 × 37 cm     | Berlin, Alte Nationalgalerie                |
|      | Die Stickerin. Erste Fassung. Dargestellt ist Louise Seidler. | 1812       | Öl auf Leinwand, 47,2 × 37,5 cm | Weimar, Schlossmuseum                       |
|      | Der elegante Leser. Das Bild eines beim Schein einer Argandlampe lesenden Mannes wurde aufgrund einer von Goethe veranstalteten Lotterie gekauft.                                                                    | 1812       | Öl auf Leinwand, 47,5 × 37,5 cm | Weimar, Schlossmuseum                       |
|      | Lesender Mann beim Lampenlicht | 1814       | Öl auf Leinwand, 47,5 × 37 cm   | Winterthur, Museum Oskar Reinhart           |
|      | Auf Vorposten. | 1815       | Öl auf Leinwand, 46 × 35 cm     | Berlin, Alte Nationalgalerie                |
|      | Die Kranzwinderin. | 1815       | Öl auf Leinwand, 40 × 32 cm     | Berlin, Alte Nationalgalerie                |
|      | Paar am Fenster | um 1815    | Öl auf Leinwand, 47 × 36,5 cm   | Schweinfurt, Museum Georg Schäfer           |
|      | Die Stickerin. Zweite Fassung. | 1817       | Öl auf Holz, 47,1 × 36,8 cm     | Warschau, Muzeum Narodowe                   |
|      | Caspar David Friedrich in seinem Atelier | 1819       | Öl auf Leinwand, 51 × 40 cm     | Berlin, Alte Nationalgalerie                |
|      | Apoll mit den Stunden. Kersting war Mitglied der Freimaurerloge Phoebus Appollo in Güstrow. Am unteren Bildrand hat er sich selbst abgebildet, aufblickend zu Apoll, von dem ein Lichtstrahl auf ihn herniederfällt. | 1822       | Öl auf Leinwand, 96 × 69 cm     | Güstrow, Stadtmuseum                        |
|      | Bildnis des Buchhändlers Carl Friedrich Ernst Frommann | 1824       | Öl auf Holz, 33,5 × 27,5 cm     | Privatbesitz                                |
|      | Junge Frau, beim Schein einer Lampe nähend | 1825       | Öl auf Leinwand, 40,3 × 34,2 cm | München, Neue Pinakothek                    |
|      | Am Stickrahmen (Die Stickerin, 3. Fassung) | 1827       | Öl auf Leinwand, 47,5 × 36,5 cm | Kiel, Kunsthalle                            |
|      | Vor dem Spiegel | 1827       | Öl auf Holz, 46 × 35 cm         | Kiel, Kunsthalle                            |
|      | Frau am Spinnrad und Trommelbube mit Säbel | 1828       | Öl auf Leinwand                 | Güstrow, Stadtmuseum                        |
|      | Auf Vorposten | 1829       | Öl auf Holz, 18 × 24 cm         | Berlin, Alte Nationalgalerie                |
|      | Faust im Studierzimmer | 1829       | Öl auf Leinwand, 68 × 53 cm     | Privatbesitz                                |
|      | Blumenstillleben | um 1830    | Öl auf Leinwand, 32 × 39 cm     | Dresden, Galerie Neue Meister               |
|      | Büßende Maria Magdalena | um 1830    | Öl auf Leinwand, 81 × 63,5 cm   | Dresden, Galerie Neue Meister               |
|      | Der Geiger Niccolò Paganini | um 1830/31 | Öl auf Leinwand, 24 × 18,5 cm   | Dresden, Galerie Neue Meister               |
|      | Zwei Kinder vor einem Papageienbauer | um 1835    | Öl auf Leinwand, 63,5 × 76 cm   | Privatbesitz                                |
|      | Kinder am Fenster | 1848       | Öl auf Leinwand, 19 × 15 cm     | Düsseldorf, Kunstmuseum                     |

## Auszeichnungen und Ehrungen

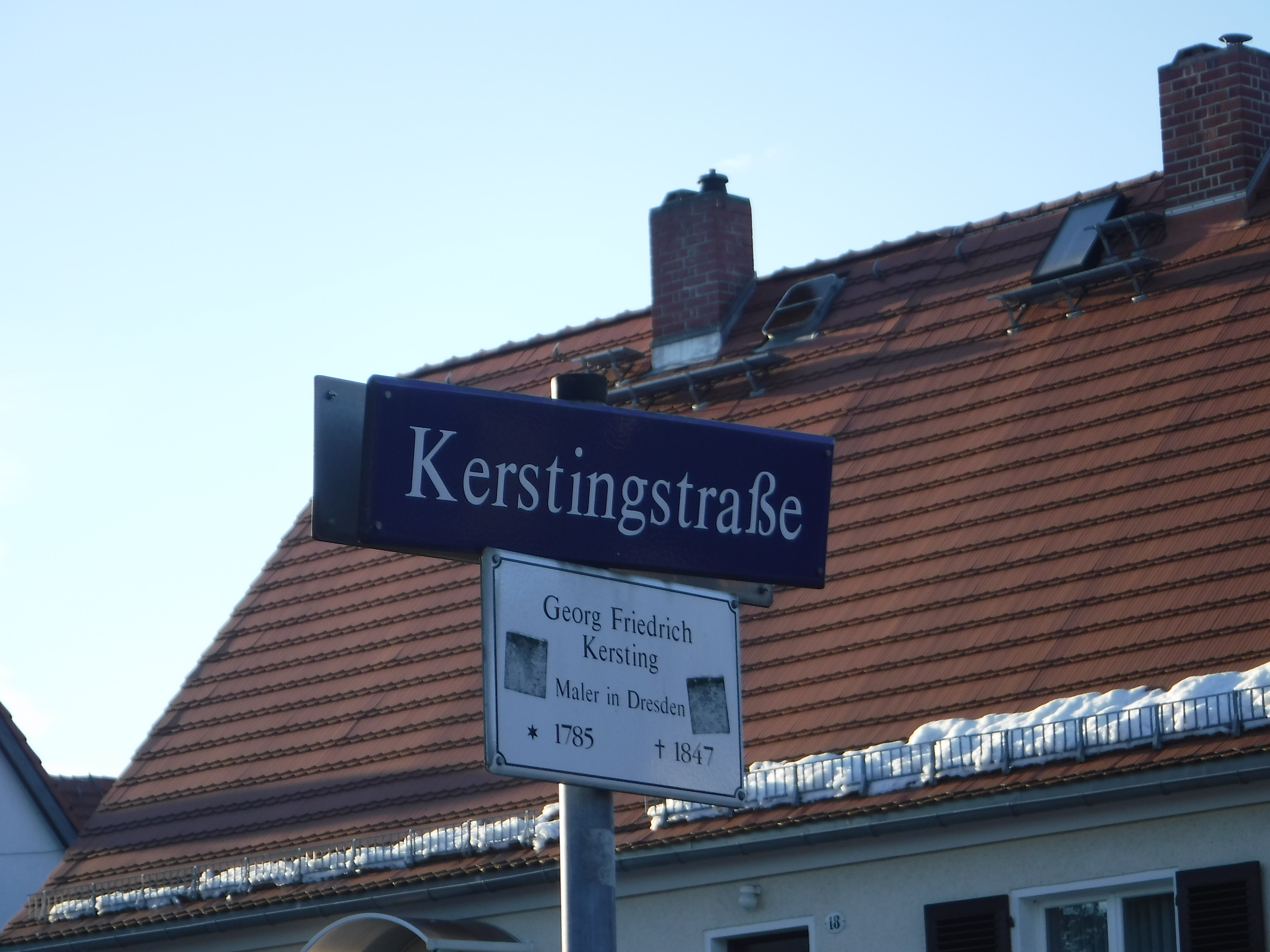
Kerstingstraße, Dresden

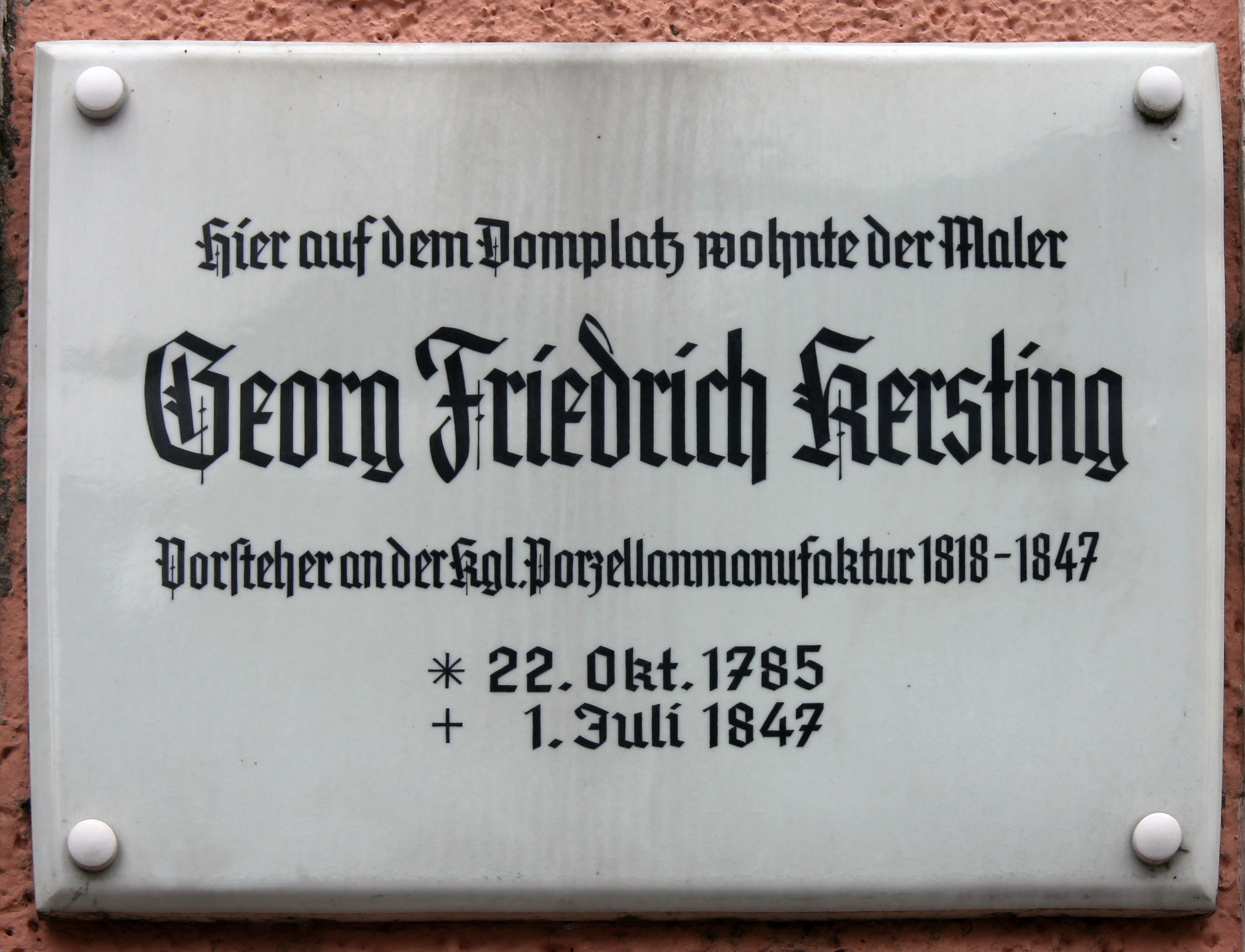
Gedenktafel am Kerstinghaus in Meißen

- 1806: Kleine Silberne Medaille der Kopenhagener Kunstakademie
- 1807: Große Silberne Medaille der Kopenhagener Kunstakademie
- 181?: Eisernes Kreuz 2. Klasse
- 181?: Sankt-Georgsorden

Ab 1985 befand sich in Kerstings Geburtshaus in der Hollstraße 6 ein kleines Museum, das 1994 geschlossen werden musste. Heute wird das Andenken an den Künstler durch eine Sonderausstellung des Stadtmuseums Güstrow gepflegt.
In Kerstings Geburtsort trägt außerdem eine Grundschule seinen Namen.
Die Kerstingstraße in Dresden-Strehlen ist nach Georg Friedrich Kersting benannt.
An Kerstings Wohnhaus in Meißen, dem Kerstinghaus am Domplatz, erinnert eine Gedenktafel an ihn.